# Ескіз до вітражу з гербом
«Ескіз до вітража з гербом» — малюнок для майбутнього вітража, який створив швейцарсько-німецький художник Ганс Гольбейн молодший.

## Вітраж в німецькому мистецтві
В німецьких князівствах свої міцні позиції довго зберігало мистецтво готики. Відгомін стилістики готики знаходять і в творах німецьких художників, яких зазвичай рахують майстрами Північного відродження, серед них — * Вільм Дедек
- Бернт Нотке
- Тільман Ріменшнайдер
- Віт Ствош
- Грюневальд
- ранні твори Дюрера.

Дещо від стилістики готики узяв і Ганс Гольбейн Молодший, найбільш «ренесансний» серед німецьких майстрів. Особливо це помітно в ескізах до вітражів.
Вітраж — характерна галузь готичного мистецтва, пов'язана з будівництвом готичних храмів. Мистецтво вітражів, що поступово занепадало в ренесансній Італії, в добу відродження, навпаки, мало поширення в німецьких князівствах та в німецькомовній Швейцарії. Ескізи для вітражів робив і Альбрехт Дюрер.

## Вітражі в 16 ст
Короткий період розквіту отримало мистецтво вітражів в 16 столітті саме в Швейцарії. На відміну від попередньої доби вітражі почали замовляти не тільки церковні громади для храмів, а й багаті приватні особи для кабінетів. Часто вони мали гербовий характер. Серед майстрів вітражного мистецтва Швейцарії 16-17 ст. — Тобіас Штіммер, Ніклаус Вірт фон Віль, Даніель Ліндтмейєр, Ієронім Шпенглер, Карл фон Эгері. «Витраж з зображенням гербів» швейцарця Ієронима Шпенглера зберігає музей Ермітаж.

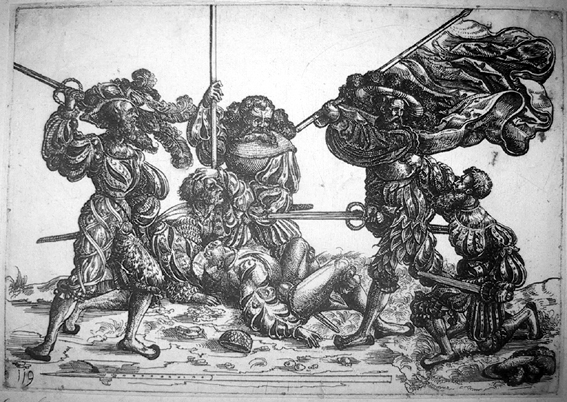
Даніель Гопфер. Боротьба швейцарських найманців за прапор. 1536 р.

Зразком ескізу для вітража був і малюнок Гольбейна з гербом Крістофа фон Еберштейна (Оксфорд, Ашмолеан музей). Як обрамлення використана архітектурна арка, прикрашена колонами. На відміну від майстрів Італії — верхівки колон прикрашені не звичними для італійців алегоричними жіночими фігурами, а зображенням швейцарських вояків у двобої. Швейцарські кантони десятиліттями постачали своїх вояків найманцями в чужі армії. Швейцарські вояки століттями — охорона римських пап. Швейцарські вояки — части персонажі картин тогочасних художників і графіків Швейцарі — від Урса Графа до Даніеля Гопфера.
Головне місце в ескізі займає ще одна фігура вояка в характерному, бравому одязі з численними розрізами та герб родини фон Еберштейн.